# Helga Baum
Helga Baum, geborene Dlubek, (* 1954 in Berlin) ist eine deutsche Mathematikerin, die sich mit Differentialgeometrie und globaler Analysis beschäftigt.

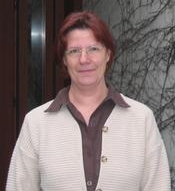
Helga Baum (2007)

## Leben
Baum studierte ab 1972 an der Humboldt-Universität Berlin. 1977 legte sie ihr Diplom ab und 1980 promovierte sie dort bei Rolf Sulanke und Thomas Friedrich (Spin-Strukturen und Dirac-Operatoren über Pseudo-Riemannschen Mannigfaltigkeiten). 1989 habilitierte sie sich (Promotion B, Titel: Vollständige, nicht-kompakte Mannigfaltigkeiten mit Killing-Spinoren und Spektralinvarianten des Dirac-Operators als Funktionen auf dem Moduli-Raum der Eichfeldtheorie). 1993 wurde sie Professorin für Globale Analysis an der Humboldt-Universität Berlin, wo sie schon seit 1980 wissenschaftliche Assistentin war. 1977/1978 war sie Gastwissenschaftlerin an der Universität Rostow am Don und 1982 an der University of Maryland.
Baum befasst sich mit differentialgeometrischen Fragen aus dem Umfeld von Relativitätstheorie (Pseudo-Riemannsche oder Lorentz-Mannigfaltigkeiten), relativistischer Quantenfeldtheorie (Spinoren und Dirac-Operatoren auf (Pseudo-)Riemannschen Mannigfaltigkeiten und ihr Spektrum, Twistoren) und Yang-Mills-Theorie.

## Schriften
- Mit Andreas Juhl: Conformal Differential Geometry Q-Curvature and Conformal Holonomy, Birkhäuser, 2010 (Oberwolfach Seminar)
- Eichfeldtheorie, Springer Verlag, 2009; ISBN 978-3-540-38292-8.
- Spin-Strukturen und Dirac-Operatoren über Pseudo-Riemannschen Mannigfaltigkeiten, Teubner Texte zur Mathematik, 1981
- Selfdual Connections and holomorphic bundles, in Thomas Friedrich (Hrsg.): Self-Dual Riemannian Geometry and Instantons, Teubner-Texte zur Mathematik, 1981 (Sommerschule Kagel 1979)
- Mit Thomas Friedrich, Ines Kath, Ralf Grunewald: Twistors and Killing Spinors on Riemannian Manifolds, Teubner, 1991
- Mit Dmitri Alekseevsky (Hrsg.): Recent developments in Pseudo Riemannian Geometry, European Mathematical Society 2008
- Spin-Strukturen und Dirac-Operatoren über Pseudoriemannschen Mannigfaltigkeiten. Dissertation HU Berlin 1980